# Thierry Bricaud
Thierry Bricaud (8 de novembre de 1969) va ser un ciclista i actual director esportiu francès. Com a ciclista va passar la major part de la seva carrera com amateur. Actualment és el director de l'equip FDJ.

## Palmarès
- 1991
  - 1r al Jard-Les Herbiers
  - Vencedor d'una etapa de la Cursa de la Pau
- 1995
  - Vencedor d'una etapa de la Mi-août bretonne
  - Vencedor d'una etapa dels Quatre dies de l'Aisne
- 1996
  - 1r a la Tro Bro Leon